# خاندان شیبانی
خاندان شیبانی یکی از خاندان‌های معروف کاشان است. نسب خاندان شیبانی کاشان به قبیله شیبانی از قبایل فارس می‌رسد. اصالت خاندان شیبانی از اعراب بنی‌شیبان و سلسله نسبشان به معد بن عدنان ختم می‌شود که از قبایل مستعربه (اعرابی که اصالتا عرب نیستند) می‌باشند و محل سکونتشان در شبه‌جزیره عربستان و حدود عراق و بین‌النهرین بوده است.
جد اعلای شیبانیان کاشان، امیر غیاث‌الدین محمد شیبانی معروف به حاجی غیاث بیدگلی، از دانشمندان فارس بود که به همراه پدر خود جلال‌الدین محمدنعیم شیبانی، پسر نعمان پسر معین‌الدین مهدی و برخی دیگر از مریدانش از فارس به کاشان مهاجرت کرد و در بیدگل (آران و بیدگل کنونی) ساکن شد. از شاخه‌های دیگر شیبانی در ایران، خاندان خزیمه علم و زنگویی در خراسان است.

## مشاهیر
- فتح‌الله خان شیبانی‏‏
- احمد ادیب شیبانی، فرزند ابوالحسن
- میرزا احمدخان شیبانی، سرتیپ میرپنج
- میرزا باقر معین‌الدوله، نویسنده کتاب منتخب‌التواریخ مظفری
- میرزا طاهر بصیرالملک، نویسنده کتاب‌های کشف‌الابیات مثنوی و کشف‌الآیات قرآن
- غیاث‌الدین ادیب
- محمدحسین شیبانی، از ممدوحین صباحی بیدگلی
- محمدکاظم شیبانی، نویسنده کتاب قوانین السیاق
- غلامحسین شیبانی
- میرزا محمدمهدی شیبانی، حاکم کاشان
- موسی شیبانی ملقب به ذکاءالسلطنه
- میرزا محمود شیبانی ملقب به محاسب‌الممالک
- مهدی شیبانی، نماینده کاشان در مجلس شورای ملی و معاون نخست وزیر
- فرج‌الله خان ندیم‌الدوله
- حبیب‌الله شیبانی، سرلشکر نظامی
- عبدالحسین شیبانی ملقب به وحیدالملک
- میرزا علی‌محمدخان مجیرالدوله، نویسنده کتاب‌های تاریخ شیبانی و المآثر و الآثار.

نظام‌الدین مجیر شیبانی، نویسنده کتاب تاریخ تمدن برنده جایز کتاب سال سلطنتی در دوره پهلوی
- نصرالله شیبانی
- میرزا حسن شیبانی
- منوچهر شیبانی، شاعر، نمایشنامه‌نویس و فیلمساز